# Robert Abbot (biskup)
Robert Abbot (1560 Guildford – 2. března 1618 Salisbury) byl anglikánský teolog a biskup.
Narodil se v Guildfordu a spolu se svým bratrem Georgem, budoucím arcibiskupem canterburským, studoval na zdejší Royal Grammar School a následně na Balliolově koleji v Oxfordské univerzity. Byl zdatným kazatelem a oblíbil si jej král Jakub I. Stuart, který jej následně podporoval. Vymezoval se proti Bertiově výkladu pádu člověka i proti arminianismu. V roce 2013 byl jmenován královským profesorem teologie na Oxfordu. Pak byl od roku 1615 do své smrti biskupem v Salisbury.